# Not Fucking Around Coalition
La Not Fucking Around Coalition (NFAC, en français : « La Coalition qui ne rigole pas »), est une milice nationaliste afro-américaine faisant partie du mouvement des milices aux États-Unis. Le groupe prône la libération noire et le séparatisme. Il a été décrit par certains médias comme une « milice noire », et nie tout lien avec le Black Panther Party ou le mouvement Black Lives Matter.

## Contexte et organisation
John Fitzgerald Johnson, également connu sous les noms de Grand Master Jay et John Jay Fitzgerald Johnson, revendique la direction du groupe, et a déclaré qu'il est composé d'« anciens tireurs militaires » Johnson a servi dans la Garde nationale de Virginie et dans l'armée de 1989 à 2006, quittant au grade de soldat. Il a été candidat indépendant à la présidence des États-Unis en 2016 et a déclaré : « Nous sommes une milice noire. Nous ne sommes pas des protestataires, nous ne sommes pas des manifestants. Nous ne venons pas pour chanter, nous ne venons pas pour scander. Ce n'est pas ce que nous faisons ». En outre, dans la même interview, Johnson a exprimé des opinions nationalistes noires, en avançant l'idée que les États-Unis devraient soit remettre l'État du Texas aux Afro-Américains afin qu'ils puissent former un pays indépendant, soit permettre aux Afro-Américains de quitter les États-Unis pour un autre pays qui leur fournirait des terres sur lesquelles former une nation indépendante. En avril 2021, Johnson a développé cette notion, en déclarant à The Atlantic que l'intention du NFAC était d'établir la « United Black Kemetic Nation », un ethno-État strictement noir.
En 2019, Johnson a déclaré au Black Star d'Atlanta que l'organisation avait été créée pour empêcher un autre massacre de Greensboro,.
Thomas Mockaitis, professeur d'histoire à l'université DePaul a déclaré : « Dans un sens, il (le NFAC) fait écho aux Black Panthers, mais ils sont plus lourdement armés et plus disciplinés.... Jusqu'à présent, ils se sont coordonnés avec la police et ont évité de s'engager dans la violence ».
Le NFAC exige que ses membres possèdent un permis de port d'arme dissimulé ou soient en mesure d'en obtenir un.

## Activités
La première apparition signalée de membres du NFAC a eu lieu le 12 mai 2020, lors d'une manifestation près de Brunswick, en Géorgie, en raison du meurtre d'Ahmaud Arbery en février, bien qu'ils aient été identifiés par les médias locaux comme des « Black Panthers ».
Johnson a déclaré que le NFAC a assuré la sécurité armée de la sœur de Rayshard Brooks, à sa demande. Le NFAC l'a escortée à un rassemblement dans le centre-ville d'Atlanta à la fin du mois de juin.
Le 4 juillet 2020, les médias locaux ont rapporté qu'environ 100 à 200 membres du NFAC, pour la plupart armés, ont défilé dans le Stone Mountain Park près d'Atlanta, en Géorgie, pour demander le retrait du monument confédéré. Reuters a indiqué que le nombre de participants était de « dizaines ». Le NFAC a publié des vidéos de l'événement et a indiqué que le nombre de participants était de 1 500. La Stone Mountain Memorial Association, qui gère le parc, a déclaré que les manifestants étaient pacifiques et ordonnés : « Notre objectif initial était d'avoir une formation de notre milice à Stone Mountain pour envoyer un message : tant qu'à abolir toutes ces statues à travers le pays, qu'en est-il de celle-ci ? ». Il a également déclaré que la formation était une réponse à une menace du KKK de commencer à tirer sur des personnes noires à 20 heures le 4 juillet 2020. Johnson a ainsi déclaré lors de la formation : 
« Je veux que le cœur du Ku Klux Klan m'entende, peu importe où vous êtes. Je suis dans votre maison. Où êtes-vous ? Vous avez fait une menace. Nous ne menaçons pas. »
Le 25 juillet, un média local a déclaré que « plus de 300 » membres étaient réunis à Louisville, dans le Kentucky, pour protester contre l'absence d'action contre les policiers responsables du meurtre de Breonna Taylor en mars. Le NFAC a publié une vidéo de l'événement sur sa page YouTube officielle, indiquant que le nombre de miliciens enregistrés et présents était de 3 500. Le 20 juillet, avant l'événement, Daniel Cameron, procureur général du Kentucky, et David James, président du conseil municipal de Louisville, ont eu une conversation téléphonique avec Johnson, que le bureau du procureur général a qualifiée de « productive ». En réponse à la présence annoncée du NFAC, une cinquantaine de Three Percenters armés ont contre-protesté. La police de Louisville, en tenue anti-émeute, a aidé à maintenir l'espace entre les groupes. Trois membres du NFAC ont été blessés lors d'une décharge d'arme par négligence. Le NFAC a déclaré que la décharge s'est produite lorsqu'une personne qui n'était pas encore admise dans la formation s'est effondrée à cause de la chaleur et a tiré son arme dans le sol. L'arme était un vieux fusil de chasse qui, selon Johnson, n'aurait pas été approuvé pour la formation. Les projectiles du fusil ont touché le sol, puis ont ricoché et touché trois personnes. Selon Johnson, deux des personnes touchées ont été examinées par des médecins et autorisées à continuer à participer à la formation.
Le 3 octobre, plus de 400 membres de la NFAC ainsi que plus de 200 autres manifestants armés ont défilé dans le centre-ville de Lafayette, en Louisiane. Cette manifestation a été déclenchée après que le représentant des États-Unis Clay Higgins a proféré des menaces contre les manifestants qui se sont présentés armés pour protester contre la mort de Trayford Pellerin aux mains de la police. Johnson et d'autres orateurs ont prononcé des discours au Parc San Souci, exhortant les membres à continuer de protester. Un participant à la manifestation, non associé à la NFAC, a été arrêté après avoir déchargé accidentellement une arme de poing. Personne n'a été blessé. Le groupe a ensuite défilé et est parti.
Le 2 novembre, la militante Keiajah Brooks, basée à Kansas City, a annoncé sur Twitter qu'elle était sous la protection du NFAC après de multiples cas présumés de harcèlement commis par des agents du département de police de Kansas City. Une semaine auparavant, elle était devenue virale en ligne peu de temps après la diffusion d'une vidéo d'elle critiquant les commissaires municipaux locaux pour avoir « choisi les profits plutôt que les gens », ainsi que sa demande de démission du chef de la police Rick Smith.
Le 3 décembre, Johnson a été arrêté par le FBI pour avoir prétendument pointé son fusil sur des officiers de police lors de manifestations concernant le meurtre de Breonna Taylor,. Il a ensuite été inculpé au niveau fédéral l'année suivante, le 24 février 2021, les faits qui lui sont reprochés pouvant aller jusqu'à 27 ans de prison. Le 09 novembre 2022, plaidant coupable, Johnson est condamné à 7 ans de prison pour avoir menacé des policiers avec un fusil d'assaut AR-15.,
Le 23 juin 2021, intervenant de nuit à la suite d'un appel au 911, un policier de Daytona Beach contrôlant un véhicule suspect est grièvement blessé par balle à la tête à bout portant par un ex-membre du NFAC, Othal « Ozone » Wallace âgé de 29 ans, lequel tentait de prendre la fuite lors du contrôle. Trois jours plus tard, Wallace a été arrêté après que la police a découvert qu'il se cachait dans une propriété prétendument affiliée au NFAC dans le comté de DeKalb, en Géorgie. Selon le chef de la police de Daytona Beach, Jakari Young, quatre autres personnes se trouvaient dans ladite propriété, ainsi que plusieurs armes à feu, plusieurs flashbangs, des gilets pare-balles et des munitions. Le NFAC a déclaré qu'Othal Wallace avait été licencié de l'organisation le 21 janvier 2021. Ils ont également déclaré qu'ils n'étaient pas affiliés à la propriété comme indiqué, affirmant qu'elle appartenait à un autre ancien membre du NFAC,,. Le policier blessé, Jason Raynor âgé de 26 ans, succombe à sa blessure en service le 17 août 2021, après avoir passé 2 mois dans le coma. Inculpé pour assassinat, Othal Wallace est finalement jugé pour meurtre en octobre 2023 et il est condamné à une peine de 30 ans de prison.